# Karen Poulsen
Karen Poulsen, conosciuta anche come Karen Lund (Copenaghen, 10 maggio 1881 – Copenaghen, 1953), è stata un'attrice danese che iniziò la sua quarantennale carriera cinematografica nel 1911, all'epoca del muto.

## Biografia
Nata in Danimarca, a Copenaghen, il 10 maggio 1881, iniziò a lavorare nel cinema nei primi anni dieci del Novecento, usando fino al 1922 il suo nome da sposata, Karen Lund. Figlia dell'attore Olaf Poulsen (1849-1923) e di Henriette Emilie Poulsen, era cugina degli attori Adam e Johannes Poulsen. Dopo aver recitato in svariati teatri, nel 1900 Karen Poulsen calcò il palcoscenico del Teatro Reale di Copenaghen.
Si sposò due volte: la prima, nel 1902, con l'attore Valdemar Lund da cui avrebbe poi divorziato. Nel 1919, contrasse matrimonio con Bjørn Thalbitzer (1895-1959) ma anche questa seconda unione si sciolse. L'attrice morì il 15 febbraio 1953 all'età di 71 anni. È sepolta al Vestre Kirkegård di Copenaghen.

## Filmografia
- Troskabsprøven, regia di William Augustinus - cortometraggio (1911)
- De virkningsfulde Tabletter, regia di Eduard Schnedler-Sørensen - cortometraggio (1911)
- Privatsekretæren, regia di August Blom - cortometraggio (1911)
- Operationsstuens Hemmelighed, regia di William Augustinus - cortometraggio (1911)
- Balletdanserinden, regia di August Blom - cortometraggio (1911)
- Dødsflugten, regia di Eduard Schnedler-Sørensen - cortometraggio (1911)
- Knap og Hægte, regia di Eduard Schnedler-Sørensen - cortometraggio (1911)
- Koleraen, regia di Christian Schrøder (1912)
- Jeg vil ha' en Søn, regia di Alfred Kjerulf (1912)
- Direktørens Datter, regia di August Blom (1912)
- Den Undvegne, regia di August Blom - cortometraggio (1912)
- Unge Pigers Værn, regia di Eduard Schnedler-Sørensen - cortometraggio (1912)
- Et moderne Ægteskab, regia di Leo Tscherning - cortometraggio (1912)
- Eventyr paa fodrejsen, regia di August Blom - cortometraggio (1912)
- Jernbanens datter, regia di August Blom (1912)
- Indbruddet hos skuespillerinden, regia di Eduard Schnedler-Sørensen - cortometraggio (1912)
- Den kære Afdøde, regia di Eduard Schnedler-Sørensen (1912)
- Paa Vildspor (1913)
- Billedhuggeren (1915)
- Zirli (1915)
- Gloria, regia di Laurids Skands (1916)
- Lotte vil paa Landet, regia di Henri Berény (1916)
- Mørkets Fyrste (1916)
- Naar Hadet slukkes, regia di Aage Brandt (1917)
- Dommens dag, regia di Fritz Magnussen (1918)
- Borgslægtens historie, regia di Gunnar Sommerfeldt (1920)
- Markens grøde, regia di Gunnar Sommerfeldt (1921)
- Jafet, der søger sig en Fader I-IV, regia di Emanuel Gregers (1922)
- C'era una volta (Der var engang), regia di Carl Theodor Dreyer (1922)
- Hotel Paradis
- Kirke og orgel, regia di George Schnéevoigt (1932)
- Nyhavn 17, regia di George Schnéevoigt (1933)
- Nøddebo præstegaard, regia di George Schnéevoigt (1934)
- Det begyndte ombord, regia di Arne Weel (1937)
- Elverhøj, regia di Svend Methling (1939)
- Sommerglæder, regia di Svend Methling (1940)
- Gå med mig hjem, regia di Benjamin Christensen (1941)
- Møllen
- Mordets melodi, regia di Bodil Ipsen (1944)
- Andersen - L'acciarino magico (Fyrtøjet), regia di Svend Methling (1946)
- Ditte menneskebarn, regia di Bjarne Henning-Jensen (1946)
- Historien om Hjortholm, regia di Asbjørn Andersen, Poul Bang e Annelise Reenberg (1950)